# De Havilland DH.95 Flamingo
De Havilland DH.95 Flamingo byl britský dvoumotorový celokovový dopravní hornoplošník pro 12 až 17 pasažérů s tříčlennou posádkou. Vznikl koncem 30. let 20. století u firmy de Havilland jako její první dopravní stroj celokovové konstrukce.

## Vývoj
Společnost De Havilland vyvíjela letoun DH.95 z vlastní iniciativy s úmyslem nabídnout jej dopravním společnostem. Prototyp poháněný dvojicí hvězdicových motorů Bristol Perseus XII C po 654 kW byl zalétán 28. prosince 1938. První lety probíhaly s trojitou SOP.
Po druhém prototypu následovala produkce čtrnácti sériových letounů, které již měly standardně dvojité svislé ocasní plochy, větší křídlo a většinou silnější motory Bristol Perseus XVI po 684 kW.
Jeden DH.95 byl dokončen jako prototyp vojenského nákladního a výsadkového stroje s bojovým jménem Hertfordshire (R2510). Původní objednávka na 30 letounů pro RAF byla zrušena, aby mohly být výrobní kapacity firmy využity k produkci cvičného dvouplošníku Tiger Moth.

## Nasazení
První prototyp Flaminga byl v březnu 1939 testován RAF, které projevilo zájem o vojenskou dopravní verzi. Druhým zájemcem se stal civilní dopravce Guernsey and Jersey Airways, který objednal dva kusy. De Havilland letecké společnosti zapůjčil prototyp ke zkušebnímu provozu, kde létal v květnu 1939 s imatrikulací G-AFUE.

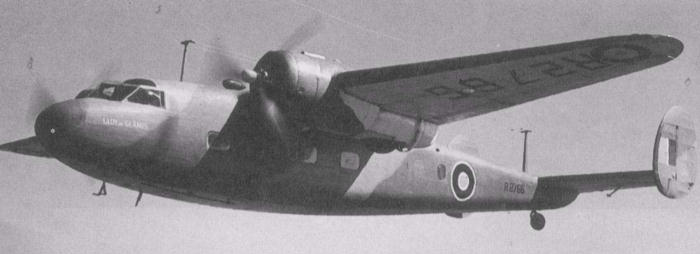
De Havilland DH.95 Flamingo (R2766, „Lady of Glamis“), RAF

Ještě před dodávkou obou DH.95 vypukla v Evropě válka a oba první vyrobené stroje převedlo do svého stavu RAF. Užíval je i Winston Churchill se svými poradci pro cesty do Francie.
Další tři sériové DH.95 byly zařazeny ke královské letce RAF. Tento útvar byl k dispozici králi Jiřímu VI. a členům jeho rodiny. Jeden z těchto letounů nosil dočasně civilní označení G-AGCC a v době nebezpečí německé invaze do Británie byl připraven v trvalé pohotovosti k případné evakuaci královské rodiny.
Sedm sériových strojů převzal mezi zářím 1940 a dubnem 1941 dopravce British Overseas Airways Corporation, provozující za války civilní nebo polovojenskou dopravu mimo Velkou Británii. Létaly z káhirského letiště Almaza na tratích směřujících na jihovýchod do Asmary, Adenu a po dobytí Etiopie i do Addis Abeby. Severní linky pak vedly do Palestiny a Turecka.
Z důvodů preferencí výroby vojenských letounů zastavil De Havilland veškerou další práci na DH.95 a záhy se tak projevil nedostatek náhradních dílů. Stroje tak byly i pro poměrně nevelké poškození stahovány z provozu. Po třech těžkých haváriích DH.95 společnosti BOAC v období 1942-43 byly zbývající Flaminga staženy z provozu. V roce 1945 byly DH.95 lodí převezeny do Británie za účelem dalšího zprovoznění. Byl z nich však sestaven pouze jediný letuschopný stroj (G-AFYH), který nakonec zakoupila letecká společnost British Air Transport. Používala ho krátce v roce 1947, za dva roky byl zrušen a v květnu 1954 sešrotován.

## Specifikace

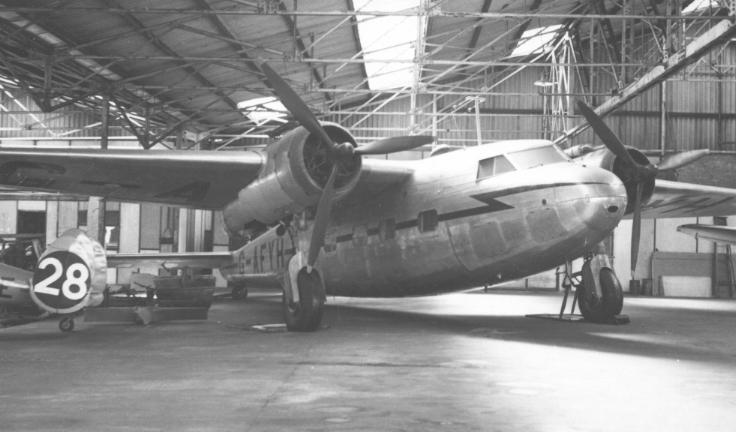
DH.95 Flamingo (G-AFYH), letiště Redhill

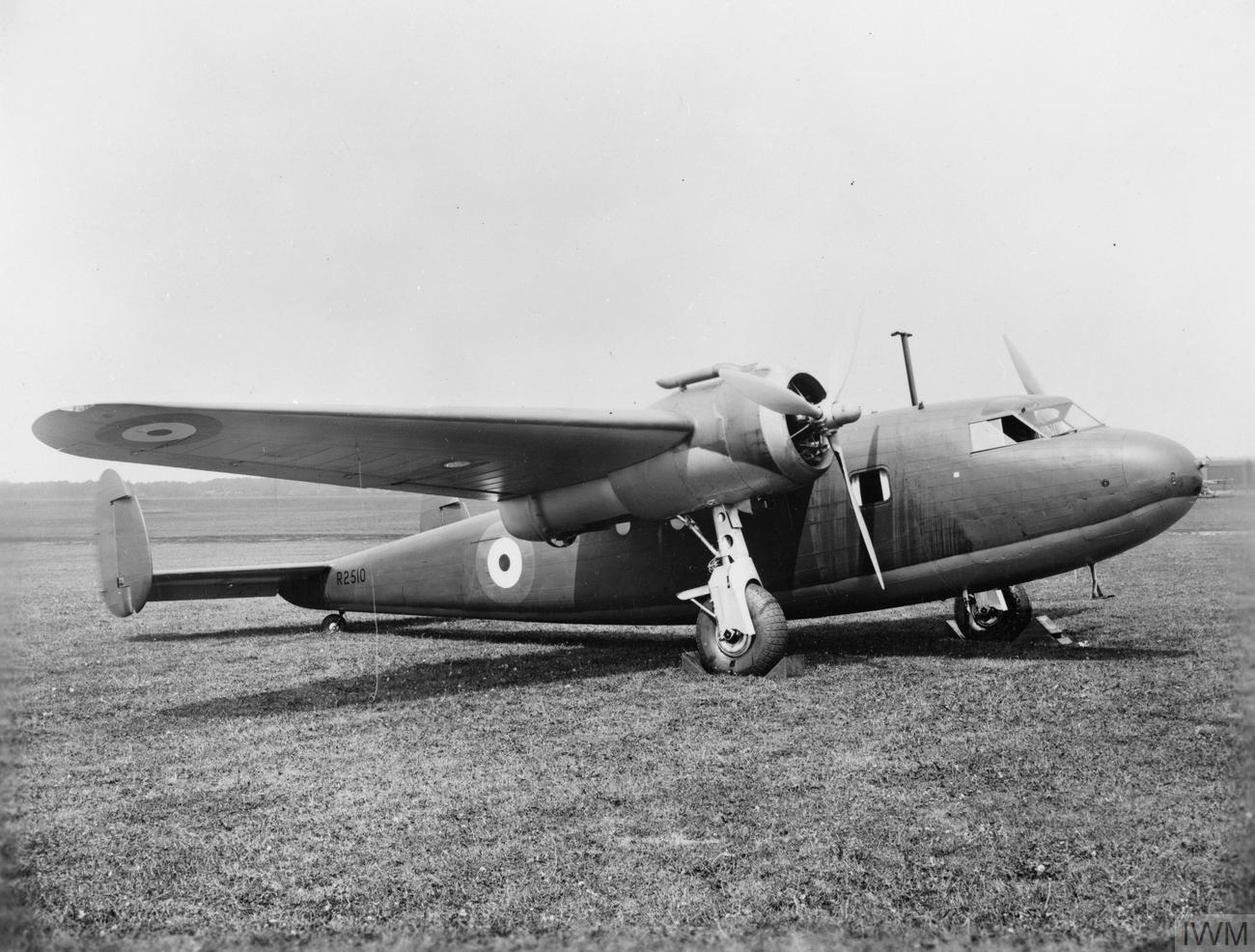
De Havilland DH.95 Hertfordshire

Údaje dle

### Technické údaje
- Osádka: 3 (kapitán, kopilot, radista)[3]
- Kapacita: 12–17 cestujících[3]
- Rozpětí: 21,35 m
- Délka: 15,73 m
- Nosná plocha: 60,54 m²
- Hmotnost: 5 142 kg
- Vzletová hmotnost: 7 990 kg
- Pohonná jednotka: 2 × devítiválcový hvězdicový motor Bristol Perseus XVI o výkonu 930 hp[6]

### Výkony
- Maximální rychlost: 391 km/h
- Cestovní rychlost: 328 km/h
- Stoupavost u země: 7,5 m/s
- Dostup: 6 374 m
- Dolet: 2 164 km